# Randallia curacaoensis
Randallia curacaoensis is een krabbensoort uit de familie van de Leucosiidae. De wetenschappelijke naam van de soort is voor het eerst geldig gepubliceerd in 1922 door Rathbun.